# 信川虐殺事件
信川虐殺事件（シンチョンぎゃくさつじけん、朝鮮語: 신천군 사건:信川郡 事件）は、朝鮮戦争さなかの1950年、朝鮮民主主義人民共和国（北朝鮮）黄海南道信川郡において、国連軍 (朝鮮半島)占領下で住民の4分の1にあたる3万5383人が虐殺されたとされる事件である。加害者が誰なのかについて、異なる見解がある。

## 概説
朝鮮中央通信によると、1952年3月、国際民主法律家協会調査団が現地に入り、「朝鮮での事件は戦争ではなく、犯罪であった」と糾弾した。また、1958年3月26日、この地に信川博物館が開設され、開戦を挑発したアメリカ合衆国（米国）は1950年10月17日から12月7日まで52日間にわたって当地を占領、住民3万5383人を虐殺したとして、6465点の遺物・証拠資料と450余件の写真資料が展示されている。
2005年8月16日には、信川郡猿岩里において、この事件は国連の看板のもとでなされた米国の戦争犯罪であるとの国際弾劾大会が開かれた。
他方、大韓民国（韓国）の小説家黄晳暎は現地を取材し、また、この地で生まれ育ったニューヨーク在住の韓国人牧師から当時の目撃談を聞いて、2001年に小説『客人（ソンニム）』を著した。同書は、虐殺は北朝鮮政府が公式に伝えるような米軍によるものではなく、プロテスタントの民族主義者たちによるものであり、朝鮮戦争は南北の軍や米軍・中国軍の戦争であっただけでなく、同じ村人たちの殺し合いでもあった、としている。黄は、北朝鮮政府の見解を支持する人々からも、韓国のキリスト教関係者からも指弾された。
画家パブロ・ピカソは、1951年、この事件をもとに「朝鮮の虐殺」（ピカソ美術館 (パリ)蔵）を描いた。